# Indigofera fruticosa
Indigofera fruticosa är en ärtväxtart som beskrevs av Joseph Nelson Rose. Indigofera fruticosa ingår i släktet indigosläktet, och familjen ärtväxter. Inga underarter finns listade i Catalogue of Life.